# Bureau de normalisation du Québec
Pour les articles homonymes, voir BNQ.
Le Bureau de normalisation du Québec (BNQ) est un organisme public québécois fondé en 1961 qui a pour but d'élaborer des normes au Québec. Il permet donc d’élaborer des normes consensuelles jusqu’aux normes nationales et à l’élaboration d’activités de normalisation régionales.
Le BNQ est une unité d'affaires d'Investissement Québec et il est officiellement reconnu par le gouvernement du Québec, le Conseil canadien des normes (CCN), l'Organisation internationale de normalisation (ISO) et l'Organisation mondiale du commerce (OMC).